# Elsenborn
Elsenborn is een dorp en deelgemeente in de gemeente Bütgenbach in de Belgische Oostkantons met ongeveer 950 inwoners. Tot 1 januari 1977 was het een zelfstandige gemeente. Het is vooral bekend vanwege "Kamp Elsenborn", een uitgestrekte kazerne van het Belgisch leger op drie kilometer van het dorp.
Dit is een van de hoogst gelegen dorpen in België; het hoogste punt van de gemeente bevindt zich op 635 m boven zeeniveau. Het dorp ligt in een bosrijke omgeving. Noordoostelijk van het dorp bevindt zich het natuurreservaat Schwalmbachtal (in Duitsland Perlenbach genoemd). De deelgemeente heeft ook een uitgebreid net van wandelwegen en - in het seizoen - van langlaufpistes.

## Geschiedenis
In Elsenborn heeft een burcht gestaan die oorspronkelijk bewoond werd door de familie Von Elsenborn. In 1501 was er sprake van het dorp Eltzenborn wat toen nog slechts 19 huizen omvatte. Kerkelijk behoorde Elsenborn tot de parochie van Bütgenbach, en in 1688 werd een kapel gebouwd, op de plaats van het huidige kerkhof. In 1696 werd deze kapel ingezegend om in 1803 tot parochiekerk te worden verheven. De huidige kerk is van 1837 en werd in 1840 ingezegend.
In de 19e eeuw werd een verkeersweg van Aken naar Trier aangelegd, waarover een postkoetsdienst liep en waardoor ook Elsenborn ontsloten werd.
In 1893 werd het militaire oefenterrein (Kamp Elsenborn) aangelegd. De bevolking van het dorp vreesde dat hun woonplaats in het kamp zou worden opgenomen, maar dat plan was in 1894 definitief van de baan.

## Kernen
Tot de deelgemeente Elsenborn behoren de kernen Küchelscheid, Leykaul en Nidrum.

## Demografische ontwikkeling
- Bronnen:NIS, Opm:1930 tot en met 1970=volkstellingen, 1976 inwoneraantal op 31 december

## Bezienswaardigheden
- Sint-Bartholomeuskerk, een neoromaanse kerk uit 1837 met empire preekstoel.
- Tankmonument
- Het Gendarmendenkmal, een monument voor de twee gendarmen die in 1946 door smokkelaars gedood werden.

## Kamp Elsenborn

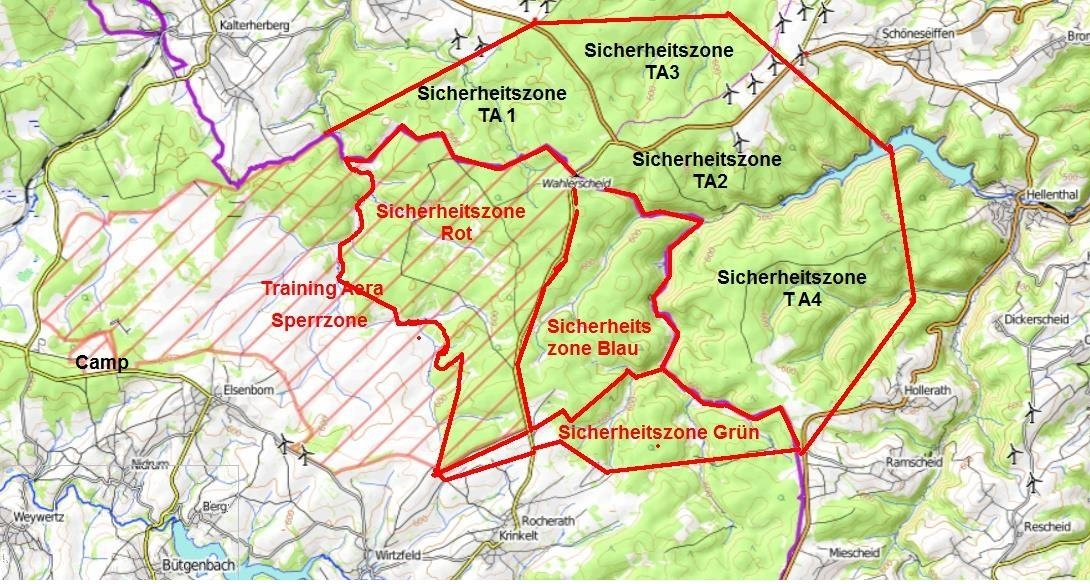
Kamp en oefenterreinen

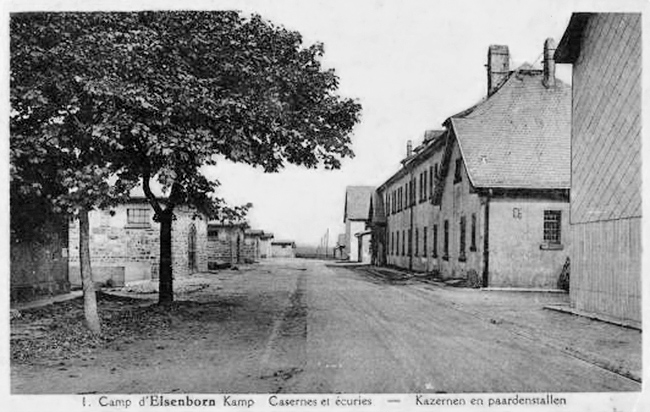
Kamp Elsenborn, ca. 1918

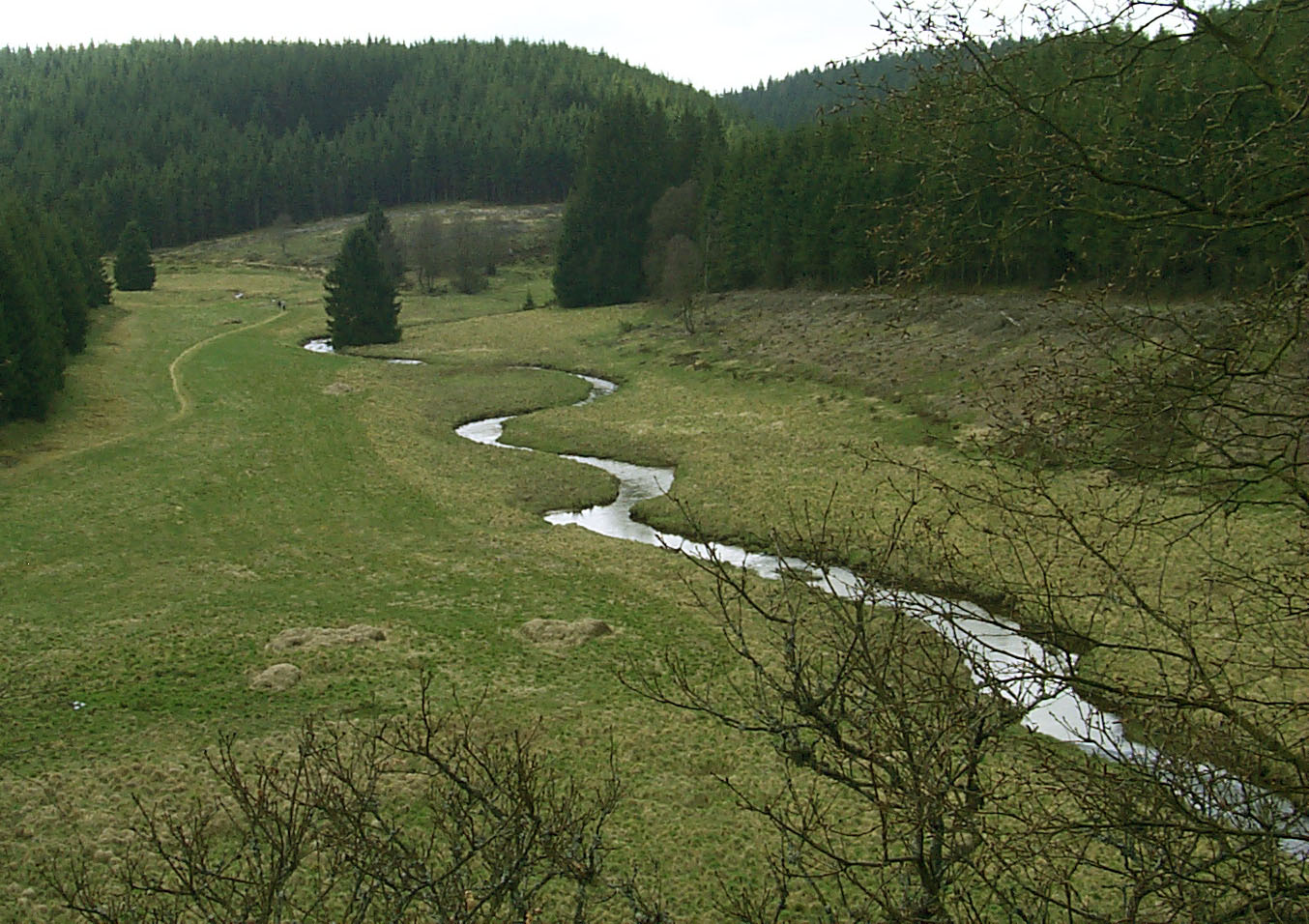
Schwalmbachvallei

Het - toen nog Duitse - dorp en zijn naaste omgeving kwamen pas echt tot leven aan het eind van de negentiende eeuw, dankzij de spoorweg (Vennbahn) en het militaire kamp. Vanaf 1894 werd Kamp Elsenborn militair gebruikt door het Pruisische leger, eerst als tentenkamp, maar al snel werden gebouwen opgetrokken. Rond 1901 kon het kamp 4000 à 5000 manschappen herbergen en werd het gebruikt voor het trainen van de infanterie, cavalerie en artillerie. Het zorgt, samen met de spoorweg, voor bedrijvigheid in de regio.
Tijdens de Eerste Wereldoorlog werd het kamp omgevormd tot opleidingscentrum en interneringscentrum voor Poolse en Russische gevangenen die onder andere werden ingezet om spoorbanen te bouwen. Ook werd het gebruikt als artillerie-opslagplaats.
Volgens de afspraken in het Verdrag van Versailles namen de Belgen begin 1920 hun intrek in het kamp. Rond 1923 bezochten zoveel troepen het kamp, dat een deel van de bezoekers en hun paarden buiten het kamp moesten worden gehuisvest, bij het dorp Elsenborn. Het kamp werd in deze tijd voornamelijk gebruikt door de artillerie.
Voor de Tweede Wereldoorlog werd het grootste deel van het personeel van het kamp gemobiliseerd en werd het kamp verlaten. Bij de Duitse invasie op 10 mei 1940 werden alleen 13 man achterblijvend personeel gevangengenomen. Het kamp werd door de Duitsers opnieuw gebruikt als opleidingscentrum maar ook als werkkamp voor Poolse, Servische en later ook Russische gevangenen. Op 9 augustus 1944 werd het kamp gebombardeerd door de geallieerden waarbij ongeveer 200 doden vielen en ongeveer driekwart van de gebouwen werd verwoest. In september 1944 werd het kamp bezet door Amerikaanse troepen. Tijdens het Ardennenoffensief bleef het kamp in geallieerde handen.
Na de oorlog werd het kamp weer in gebruik genomen door de Belgen. In de loop van de jaren werd het weer opgebouwd. Bij het ontmijnen van het het oefenterrein vielen nog drie doden. In 1976 werden de bouwactiviteiten beëindigd.
In 1998 is op het kazerneterrein een museum opgericht, het Truschbaum Museum dat de geschiedenis van het kamp laat zien, maar ook veel aandacht besteedt aan het Ardennenoffensief, waaronder de mislukte poging van de Duitsers om via Elsenborn Ridge door te breken naar Luik. In 2002 werd het museum aanzienlijk vergroot.
Sinds 1991 wordt Kamp Elsenborn binnen de NAVO als multinationaal oefenterrein gebruikt. Dit houdt in dat naast het Belgische leger, ook o.a. het Duitse en Nederlandse leger hier oefeningen houden. De oefeningen houden in: vuurwapen, tanks, helikopters, vliegtuigen etc.

## Nabijgelegen kernen
Kalterherberg, Sourbrodt, Nidrum, Wirtzfeld, Bütgenbach
Deelgemeenten: Bütgenbach · Elsenborn

Overige kernen: Berg · Küchelscheid · Leykaul · Nidrum · Weywertz

Belgische gemeenten · Duitstalige Gemeenschap · Arrondissement Verviers · Luik · Wallonië